# Молдова на «Евровидении»
Молдова принимала участие в международном конкурсе песни «Евровидение» 19 раз, дебютировав в 2005 году.
За 13 раз участия в финале Молдова получила 1671 баллов, а в полуфинале — 1881 балла.

## История участия
Молдова дебютировала на конкурсе в 2005 году. Представителями страны была рок-группа «Zdob şi Zdub», исполнившие песню «Boonika Bate Doba». Дебют был успешным: 2 место в полуфинале и 6 место в финале конкурса, что стало рекордом Молдовы на долгие 12 лет.

### Евровидение-2007
После неудачного результата в международном конкурсе песни «Евровидение» в 2006 году молдавская телекомпания «TRM» объявила, что отказывается от участия и не выделит бюджетные средства на участие в следующем конкурсе. Однако под давлением общественности всё же подаёт заявку на участие и отправляет Наталью Барбу с песней «Fight». Страна вновь добивается успешного результата, второй раз попадая в 10-ку лучших за 3 участия. Песня набрала 109 баллов в сумме, получил высший балл — 12, от соседней Румынии.

### Евровидение-2008
В 2008 году Молдова выбрала Джету Бурлаку, чтобы представлять страну в первом полуфинале «Евровидения-2008». Певица не смогла выйти в финал впервые в истории участия Молдовы в конкурсе.

### Евровидение-2009
На следующий песенный конкурс «Евровидение-2009» Молдова отправила Нелли Чобану, которая в полуфинале исполнила песню «Hora din Moldova» и заняла 5-е место, что позволило ей выйти в финал. В финале певица заняла 14-е место с 69 баллами.
С 2010 по 2013 годы Молдова также квалифицировалась в финал.

### Евровидение-2014
В 2014 году Молдову на «Евровидении» представляет Кристина Скарлат. Она занимает последнее (16-е место) в полуфинале и не выходит в финал, тем самым страна во второй раз в истории не выходит в финал конкурса.

### Евровидение-2015
В 2015 году на конкурс от Молдовы едет украинец Эдуард Романюта с песней «I want your love». Он выступал в первом полуфинале под первым номером, где занял 11-е место с 41 баллом, остановившись в шаге от финала.

### Евровидение-2016
В 2016 году на молдавском отборе победила Лидия Исак с песней «Falling Stars». 10 мая 2016 года она выступила в первом полуфинале под номером 3 и заняла 17-е (предпоследнее) место, получив 33 балла (9 баллов от телезрителей и 24 балла от профессионального жюри), но в финал конкурса не вышла.
Таким образом, Молдова три года подряд (2014, 2015, 2016) не могла выйти в финал конкурса «Евровидение». Участвуя в конкурсе 12 раз, страна выходила в финал 8 раз.

### Евровидение-2017
В 2017 году на конкурс в Киев отправляется группа «SunStroke Project», которая уже представляла Молдову на «Евровидении-2010» совместно с Олей Тира, тогда они заняли 22-е место в финале. 9 мая в первом полуфинале Молдова заняла 2-е место, показав во второй раз свой лучший полуфинальный результат и успешно прошла в финал, в сумме набрав 291 балл. В финале представители Молдовы выступали под номером 7 и в результате голосования жюри оказались на 8-м месте со 110 баллами. Зрители отдали за молдавского представителя 264 балла, соответственно 3-е место. В итоге, Молдова набрала в финале 374 балла и заняла 3-е место, что стало новым рекордом страны на конкурсе.

### Евровидение-2018
Год спустя, на конкурс отправляется группа «DoReDos», уже пытавшаяся пробиться на конкурс в 2015 и 2016, но неуспешно. В 2017 группа смогла победить на международном конкурсе Новая волна (конкурс), чем смогла заинтересовать председателя жюри Филиппа Киркорова, который с радостью откликнулся на просьбу молодых ребят помочь им в подготовке к национальному отбору в Молдове. 24 февраля 2018 в Кишинёве состоялся финал отбора, в котором группа DoReDos уверенно одержала победу как от телезрителей, так и от профессионального жюри (получив максимальный балл и от тех и от других — 12). Группа получила право представить страну на конкурсе Евровидение-2018 впервые проходившем в Лиссабоне. Шансы молдавских конкурсантов на победу, как и на проход в финал были достаточно малы до начала первых репетиций, когда пресса и фанаты увидели постановку номера, которая отдалённо напоминала номер Сергея Лазарева на конкурсе двухлетней давности Евровидение-2016 (тогда он выиграл зрительское голосование). В полуфинале группа выступила уверенно и прошла в финал, попав в тройку лучших из 18 конкурсантов. В финале группа не смогла повторить достижение годичной давности группы SunStroke Project, которые финишировали третьими в финале, но более чем достойно попала в 10-ку лучших, набрав 209 баллов. Впоследствии Филипп Киркоров, был удостоен награды заслуженного артиста Молдовы. Впервые в истории Молдова оказалась дважды подряд в десятке лучших.

### Евровидение-2025
Молдова впервые за почти 20 лет участия отказалась от участия на Евровидении.
22 января 2025 года молдавский телевещатель TRM объявил, что страна не примет участие в конкурсе «после детального анализа текущей ситуации, а также экономических, административных и художественных проблем». Однако, финалисты отбора Bacho & CARNIVAL BRAIN заявили, что нашли спонсора и финансирование, благодаря которому, они могут оплатить все расходы на поездку в Базель и направили соответствующее письмо вещателю. 27 января 2025 года стало известно, что Молдова окончательно отказалась участвовать в конкурсе 2025 года, потому что молдавский телевещатель TRM отклонил предложение Bacho & CARNIVAL BRAIN.

## Участники
Победитель
     Второе место
     Третье место
     Четвертое место
     Пятое место
     Последнее место
     Автоматический проход в финал
     Не прошла в финал
     Не участвовала или была дисквалифицирована
     Несостоявшееся участие
| 2005                  | Киев        | «Zdob și Zdub»                   | «Boonika Bate Doba» | «Бабушка бьёт в барабан» | Английский, румынский | 6               | 148             | 2                       | 207                     |                         |                         |
| 2006                  | Афины       | Arsenium & Наталья Гордиенко     | «Loca»              | «Безумец»                | Английский            | 20              | 22              | Топ-11 предыдущего года | Топ-11 предыдущего года | Топ-11 предыдущего года | Топ-11 предыдущего года |
| 2007                  | Хельсинки   | Наталия Барбу                    | «Fight»             | «Борьба»                 | Английский            | 10              | 109             | 10                      | 91                      |                         |                         |
| 2008                  | Белград     | Джета Бурлаку                    | «A Century of Love» | «Век любви»              | Английский            | Не прошла       | Не прошла       | 12                      | 36                      |                         |                         |
| 2009                  | Москва      | Нелли Чобану                     | «Hora din Moldova»  | «Хора из Молдовы»        | Румынский, английский | 14              | 69              | 5                       | 106                     |                         |                         |
| 2010                  | Осло        | «SunStroke Project» & Оля Тира   | «Run Away»          | «Убегай»                 | Английский            | 22              | 27              | 10                      | 52                      |                         |                         |
| 2011                  | Дюссельдорф | «Zdob și Zdub»                   | «So Lucky»          | «Такой везучий»          | Английский            | 12              | 97              | 10                      | 54                      |                         |                         |
| 2012                  | Баку        | Паша Парфений                    | «Lăutar»            | «Лэутар»                 | Английский            | 11              | 81              | 5                       | 100                     |                         |                         |
| 2013                  | Мальмё      | Алёна Мун                        | «O mie»             | «Тысяча»                 | Румынский             | 11              | 71              | 4                       | 95                      |                         |                         |
| 2014                  | Копенгаген  | Кристина Скарлат                 | «Wild Soul»         | «Дикая душа»             | Английский            | Не прошла       | Не прошла       | 16                      | 13                      |                         |                         |
| 2015                  | Вена        | Эдуард Романюта                  | «I Want Your Love»  | «Я хочу твоей любви»     | Английский            | Не прошёл       | Не прошёл       | 11                      | 41                      |                         |                         |
| 2016                  | Стокгольм   | Лидия Исак                       | «Falling Stars»     | «Падающие звёзды»        | Английский            | Не прошла       | Не прошла       | 17                      | 33                      |                         |                         |
| 2017                  | Киев        | «SunStroke Project»              | «Hey, Mamma!»       | «Эй, мама!»              | Английский            | 3               | 374             | 2                       | 291                     |                         |                         |
| 2018                  | Лиссабон    | «DoReDos»                        | «My Lucky Day»      | «Мой удачный день»       | Английский            | 10              | 209             | 3                       | 235                     |                         |                         |
| 2019                  | Тель-Авив   | Анна Одобеску                    | «Stay»              | «Оставайся»              | Английский            | Не прошла       | Не прошла       | 12                      | 85                      |                         |                         |
| 2020                  | Роттердам   | Наталья Гордиенко                | «Prison»            | «Тюрьма»                 | Английский            | Конкурс отменён | Конкурс отменён | Конкурс отменён         | Конкурс отменён         |                         |                         |
| 2021                  | Роттердам   | Наталья Гордиенко                | «Sugar»             | «Сахар»                  | Английский            | 13              | 115             | 7                       | 179                     |                         |                         |
| 2022                  | Турин       | «Zdob și Zdub» & Братья Адваховы | «Trenulețul»        | «Поезд»                  | Румынский, английский | 7               | 253             | 8                       | 154                     |                         |                         |
| 2023                  | Ливерпуль   | Паша Парфений                    | «Soarele și Luna»   | «Солнце и луна»          | Румынский             | 18              | 96              | 5                       | 109                     |                         |                         |
| 2024                  | Мальмё      | Наталья Барбу                    | «In the Middle»     | «В середине»             | Английский            | Не прошла       | Не прошла       | 13                      | 20                      |                         |                         |
| Не участвовала в 2025 |             |                                  |                     |                          |                       |                 |                 |                         |                         |                         |                         |

## Голосование (2005—2022)

### Баллы, данные Молдовой в финалах конкурса
| Позиция | Страна      | Баллы |
| ------- | ----------- | ----- |
| 1       | Румыния     | 159   |
| 2       | Украина     | 151   |
| 3       | Россия      | 148   |
| 4       | Азербайджан | 103   |
| 5       | Швеция      | 71    |

### Баллы, полученные Молдовой в финалах конкурса
| Позиция | Страна     | Баллы |
| ------- | ---------- | ----- |
| 1       | Румыния    | 163   |
| 2       | Португалия | 92    |
| 3       | Россия     | 79    |
| 4       | Украина    | 67    |
| 5       | Греция     | 63    |

## Галерея

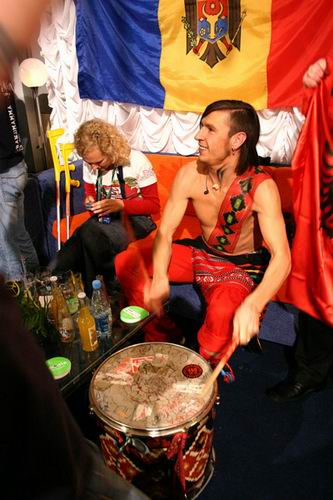
Zdob şi Zdub представляют «Bunika Bate Doba» в Киеве (2005)
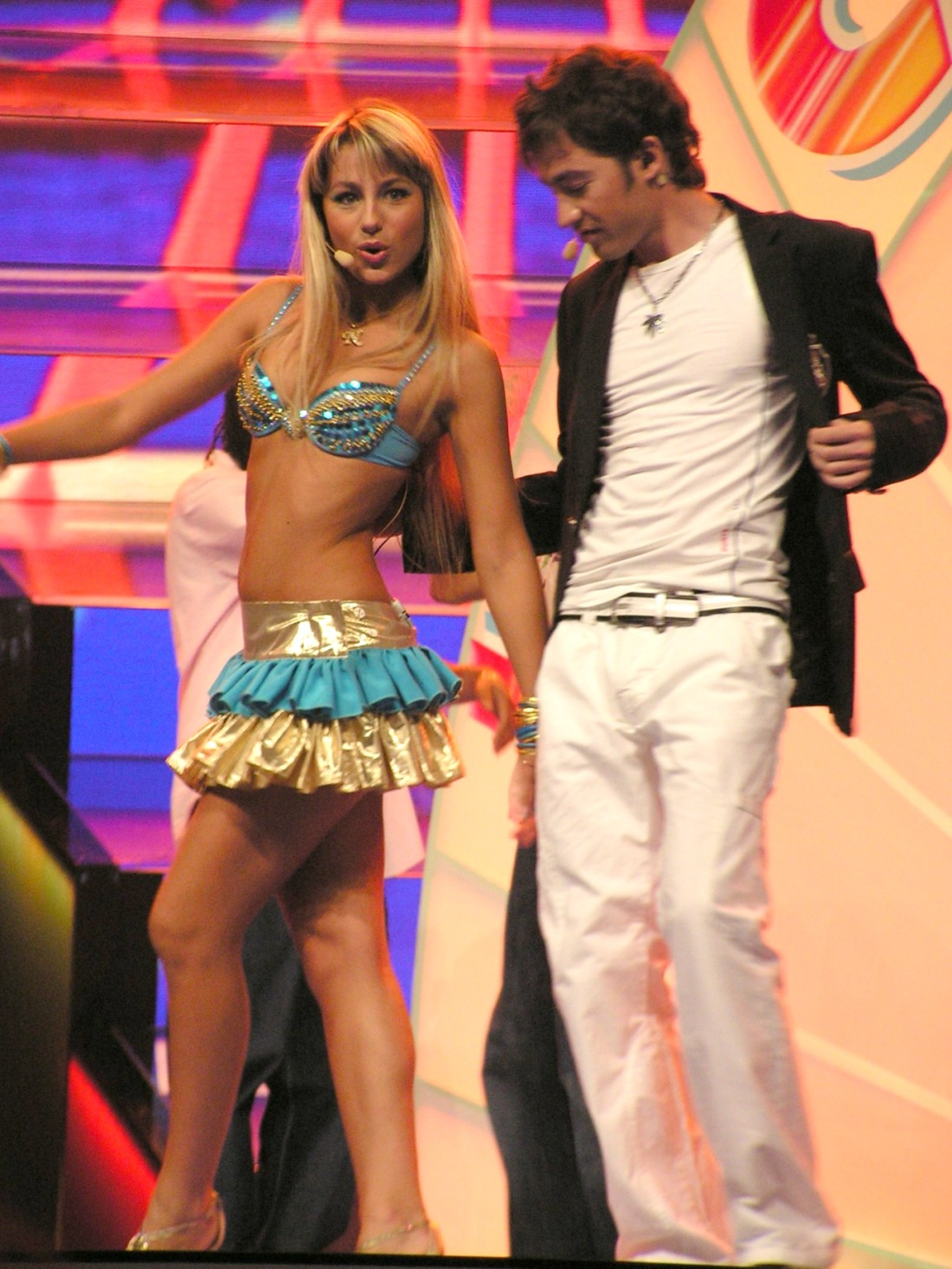
Arsenium & Наталия Гордиенко  в Афинах (2006)
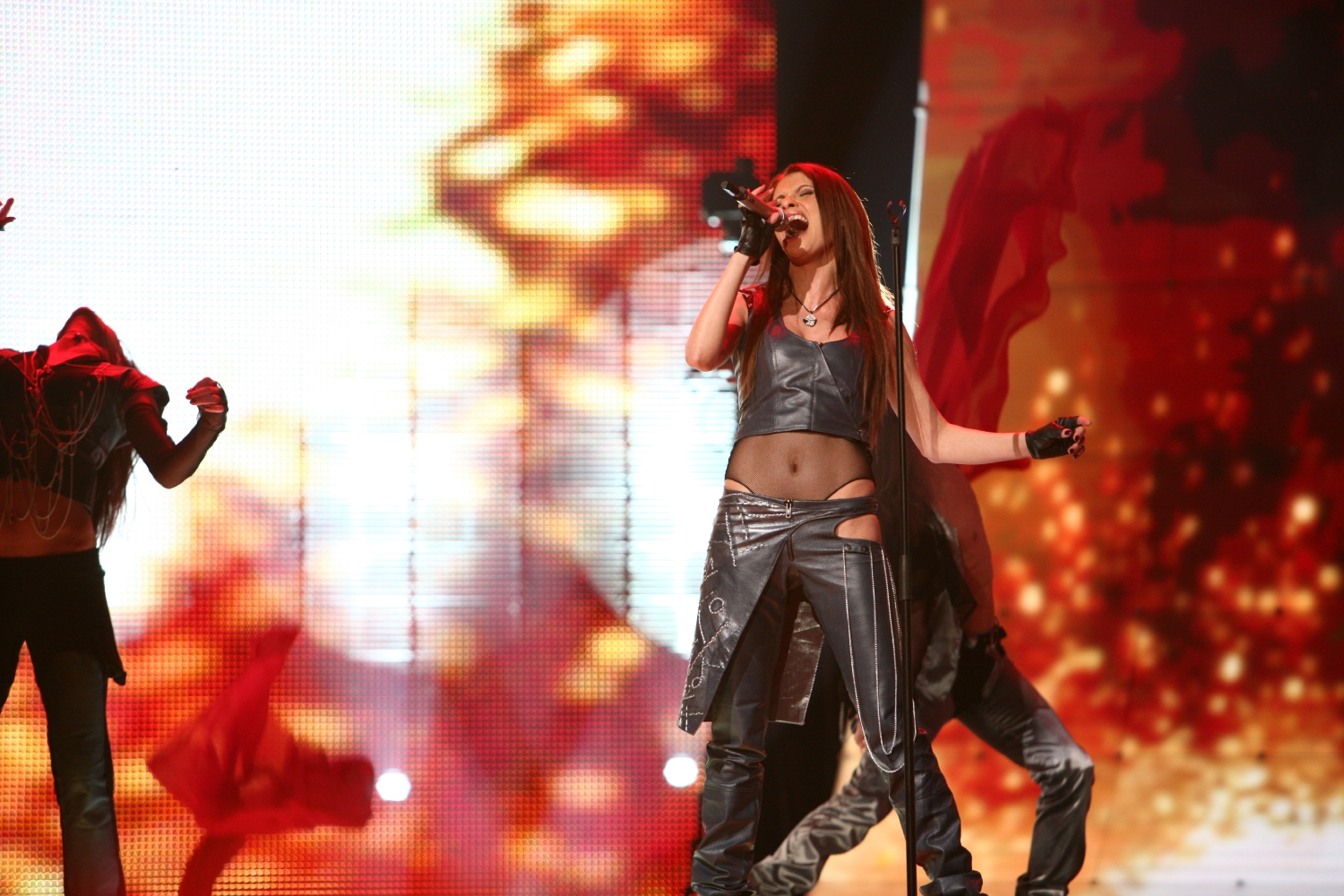
Наталья Барбу  в Хельсинки (2007)
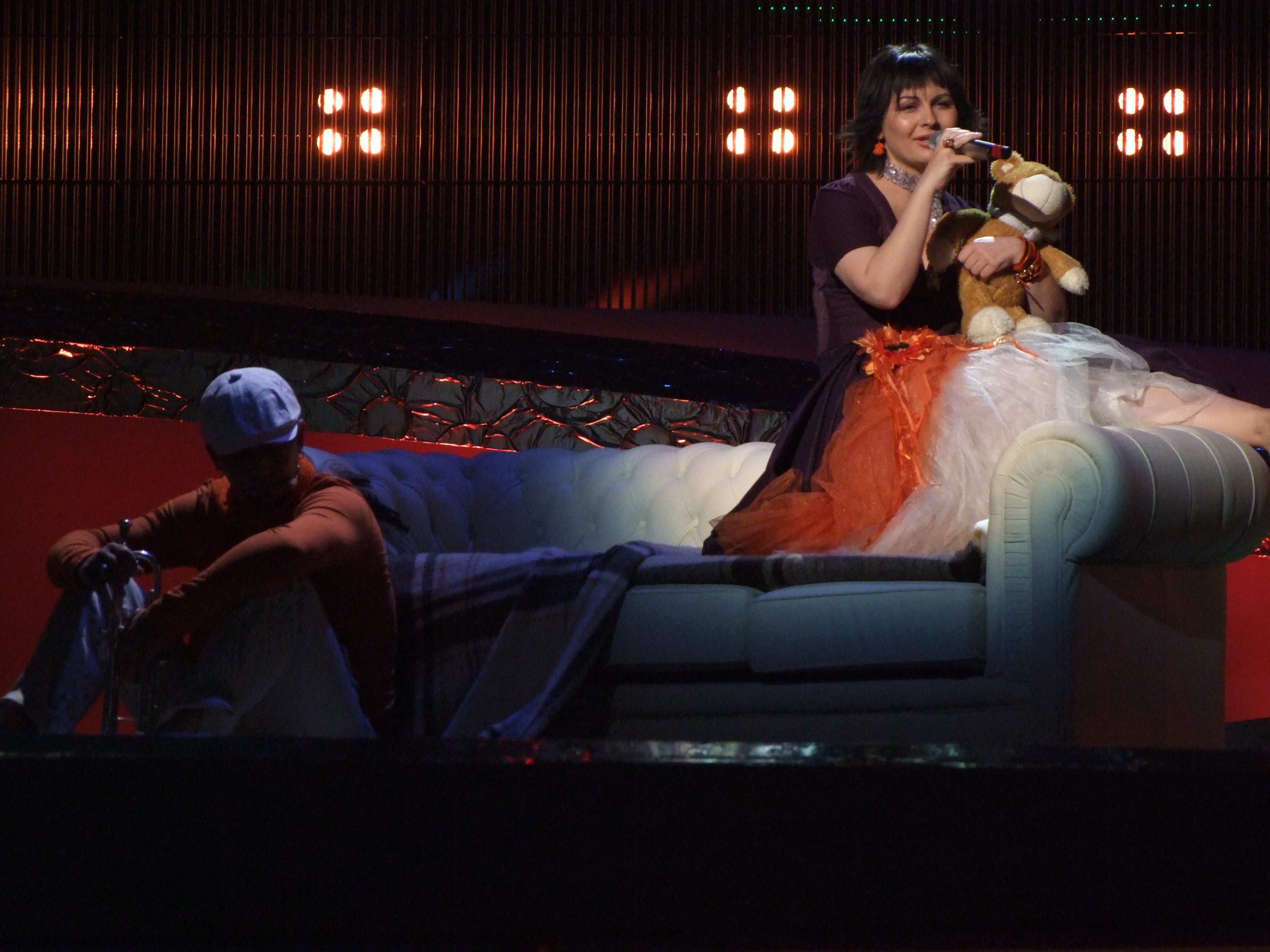
Джета Бурлаку  в Белграде (2008)
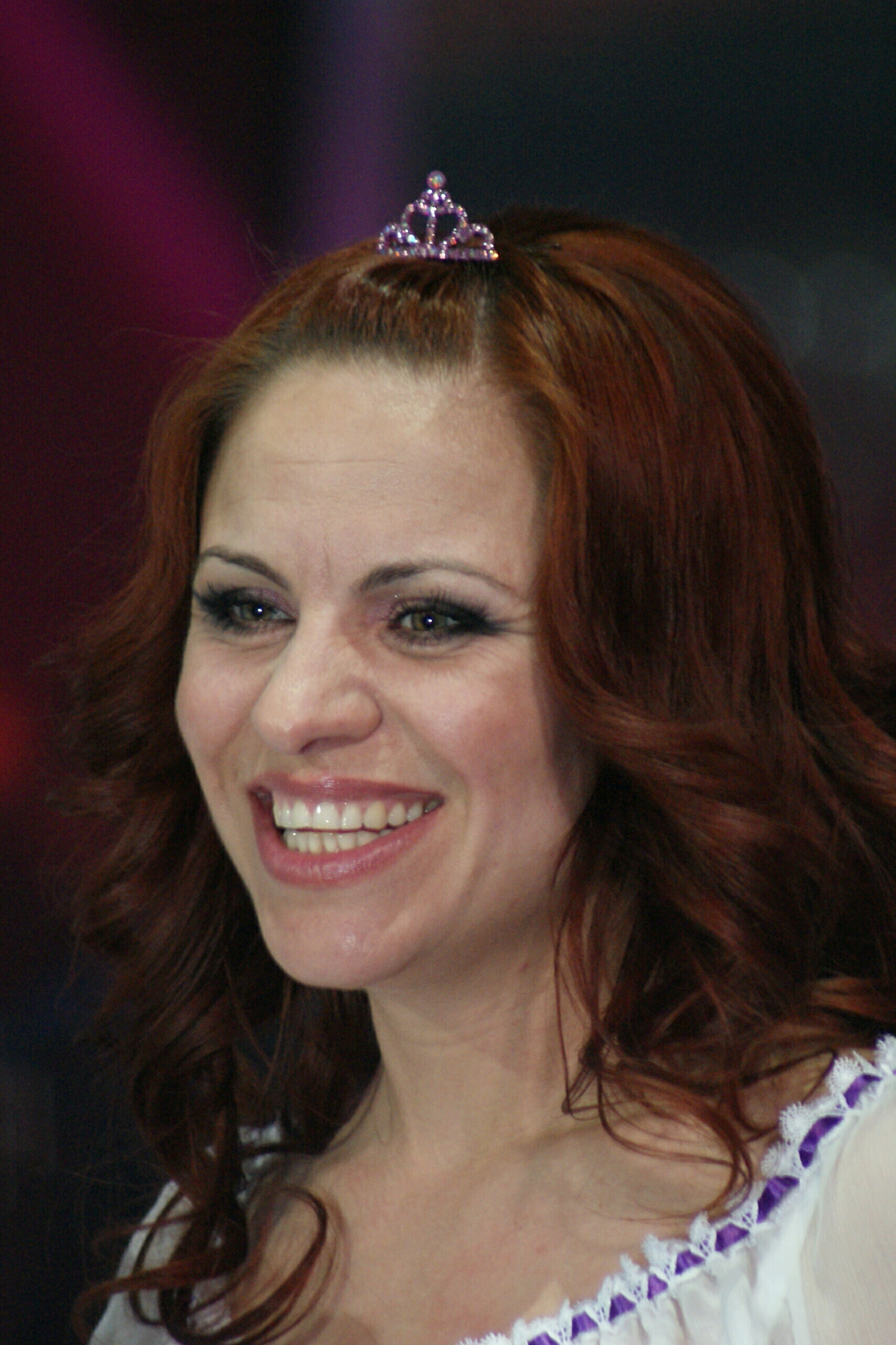
Нелли Чобану в Москве (2009)
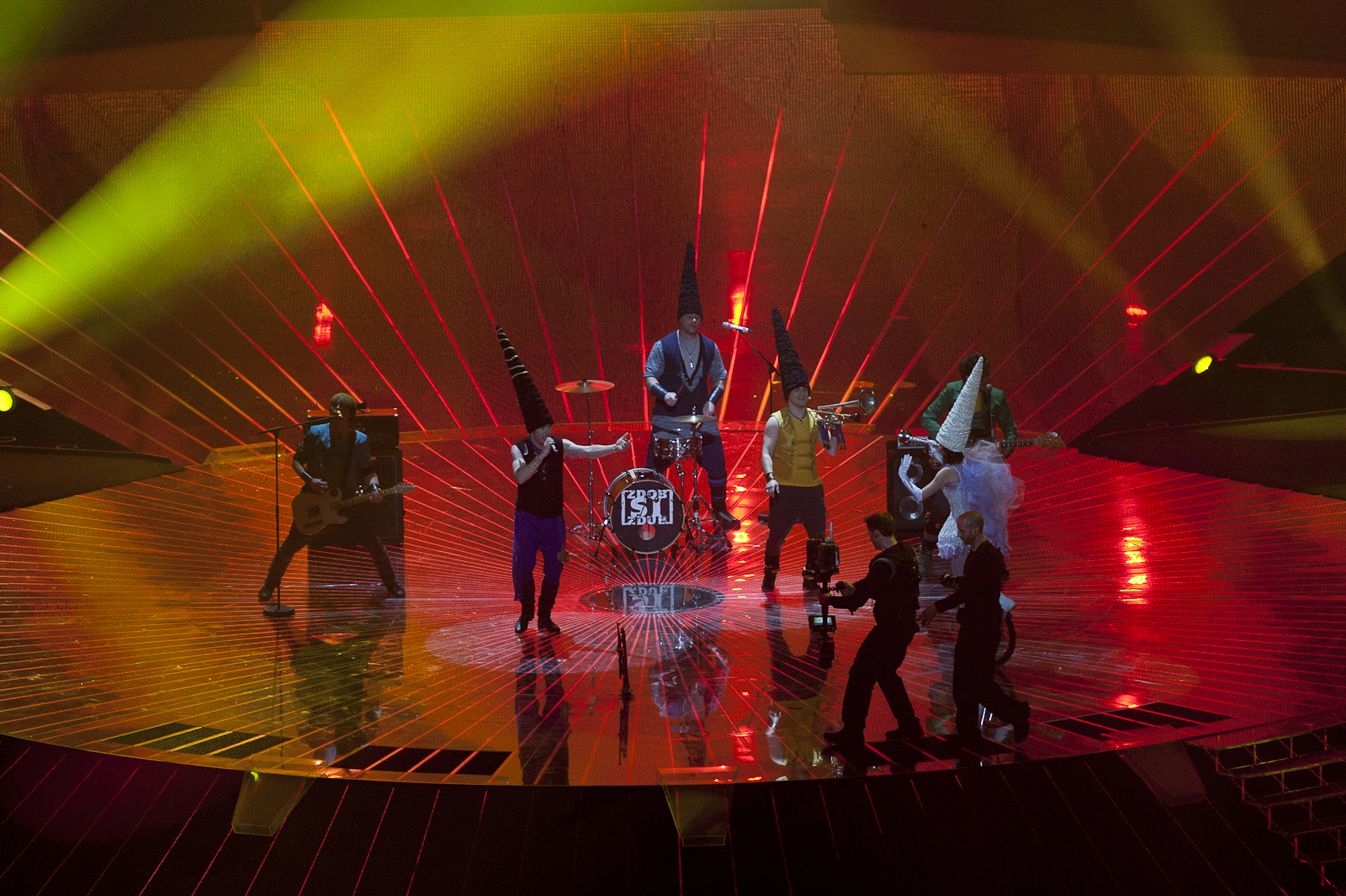
Zdob şi Zdub в Дюссельдорфе (2011)
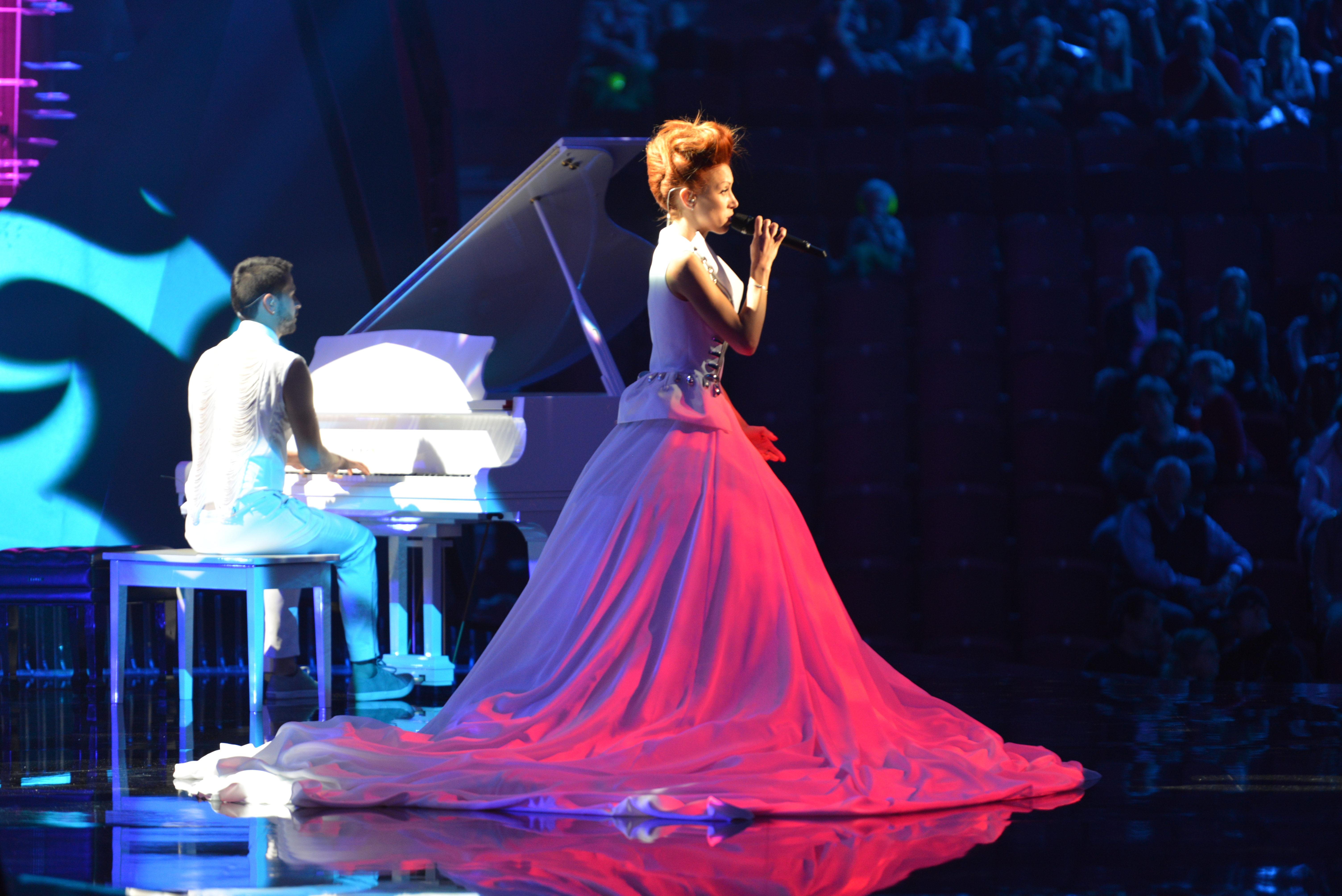
Алёна Мун в шведском городе Мальмё (2013)
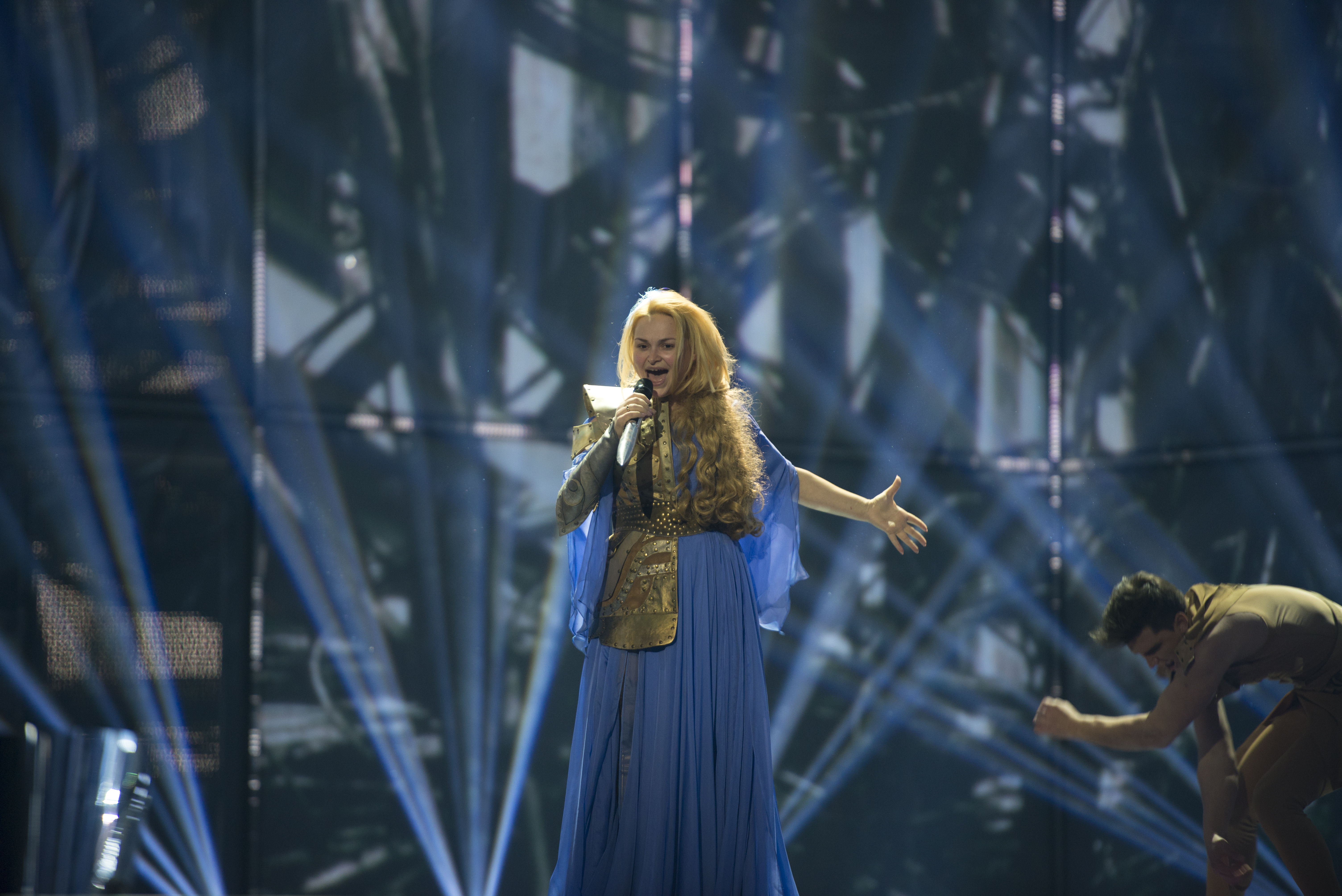
Кристина Скарлат в Копенгагене (2014)
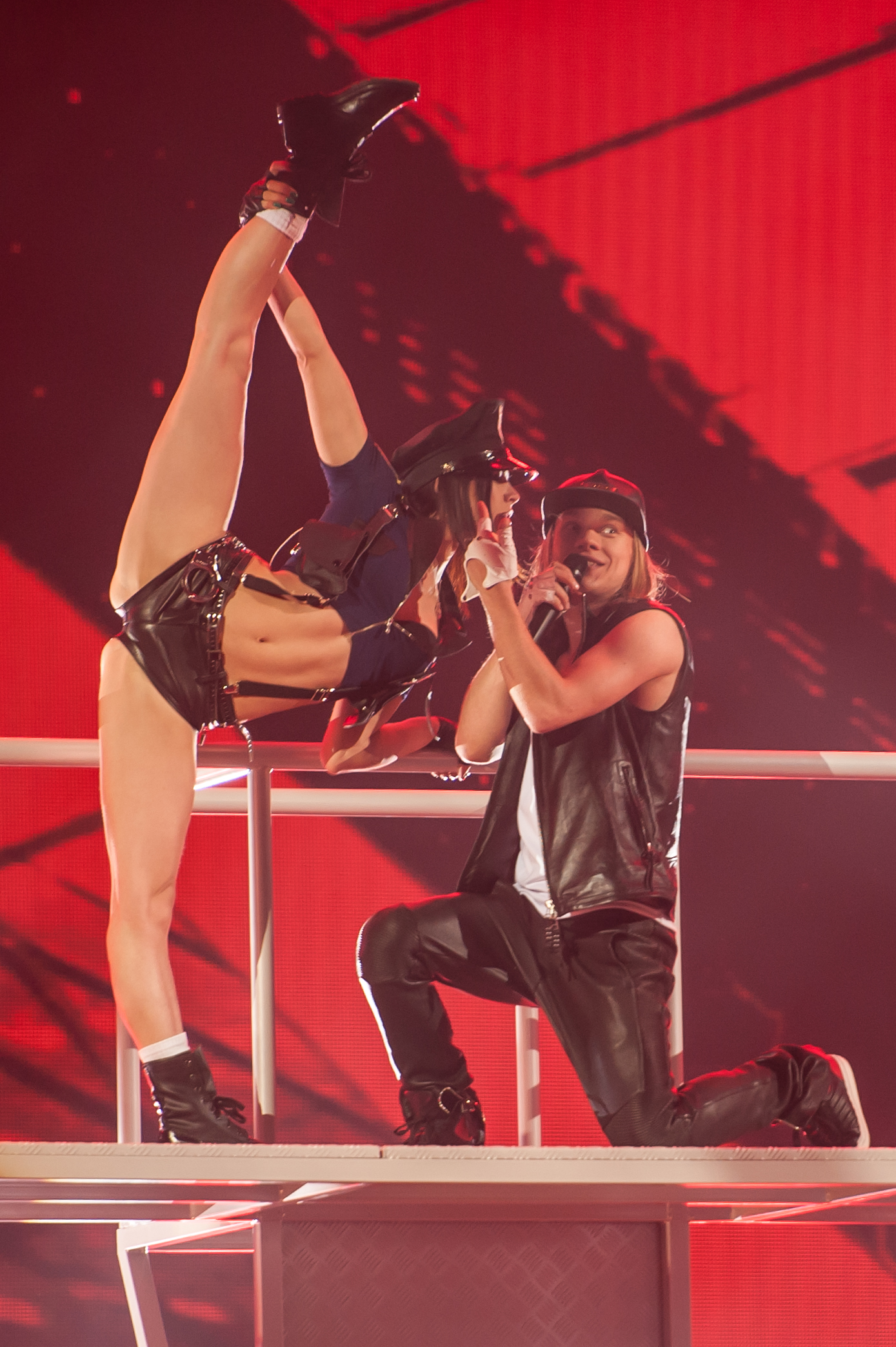
Эдуард Романюта в Вене (2015)
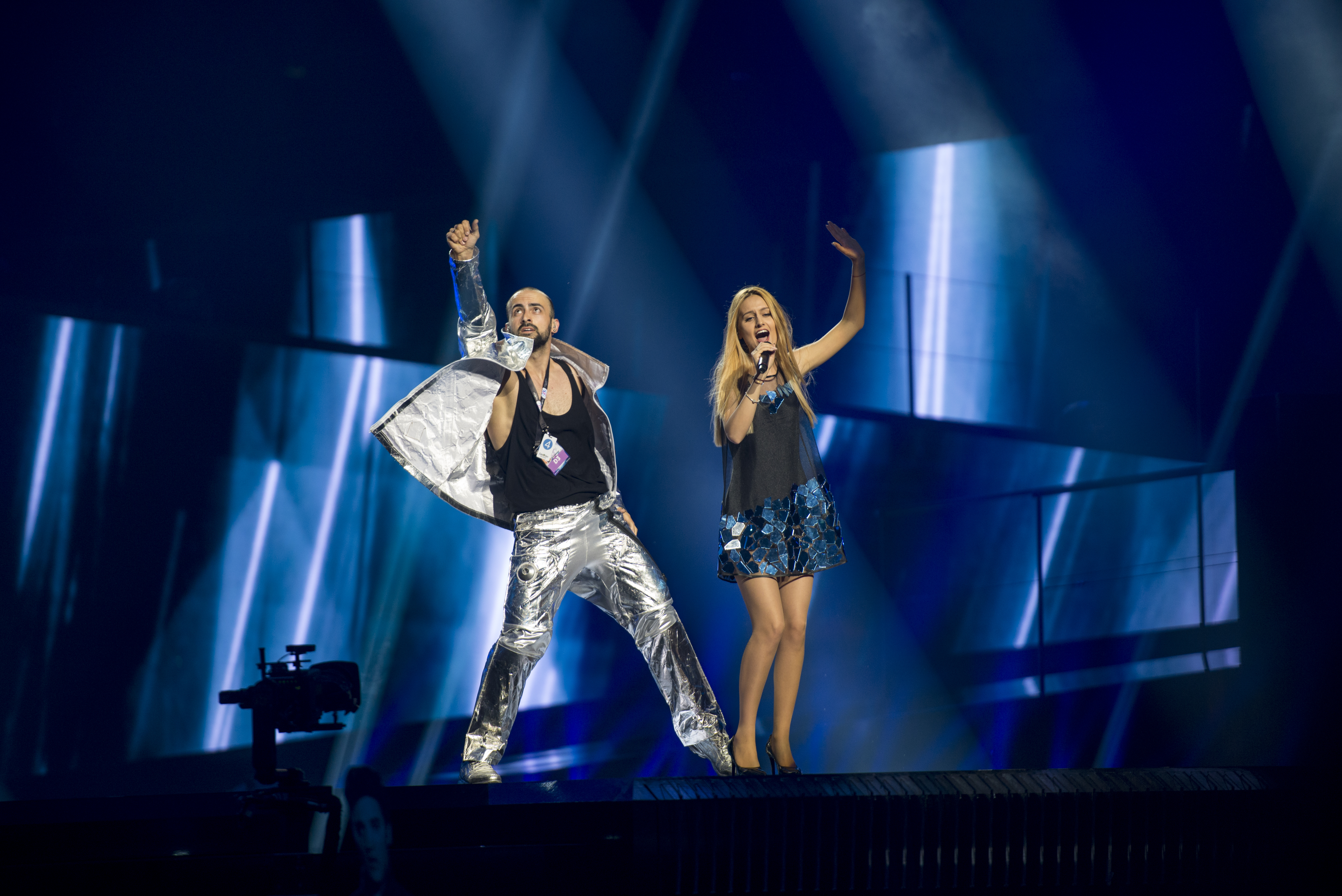
Лидия Исак в Стокгольме (2016)
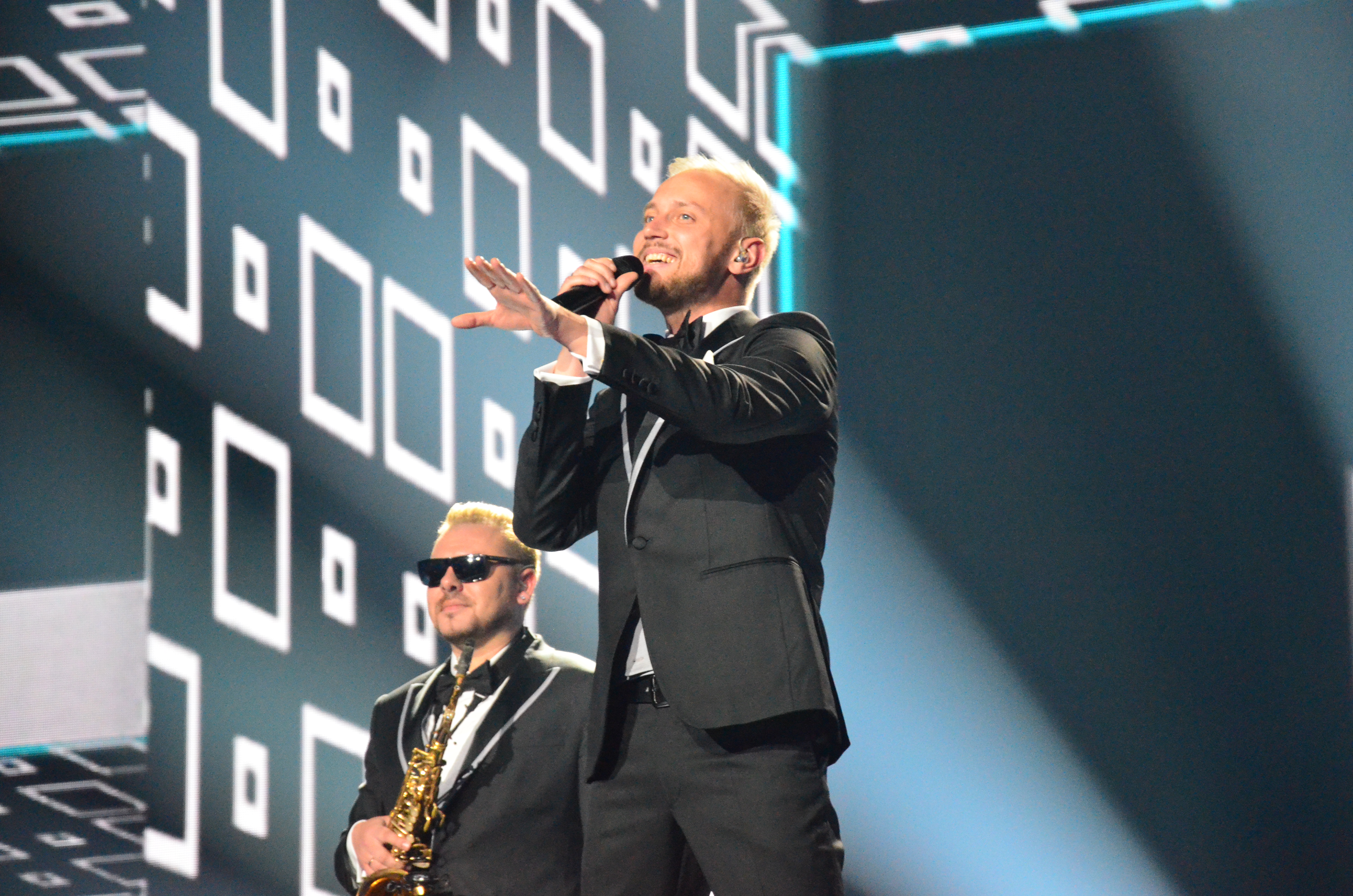
SunStroke Project в Киеве (2017)
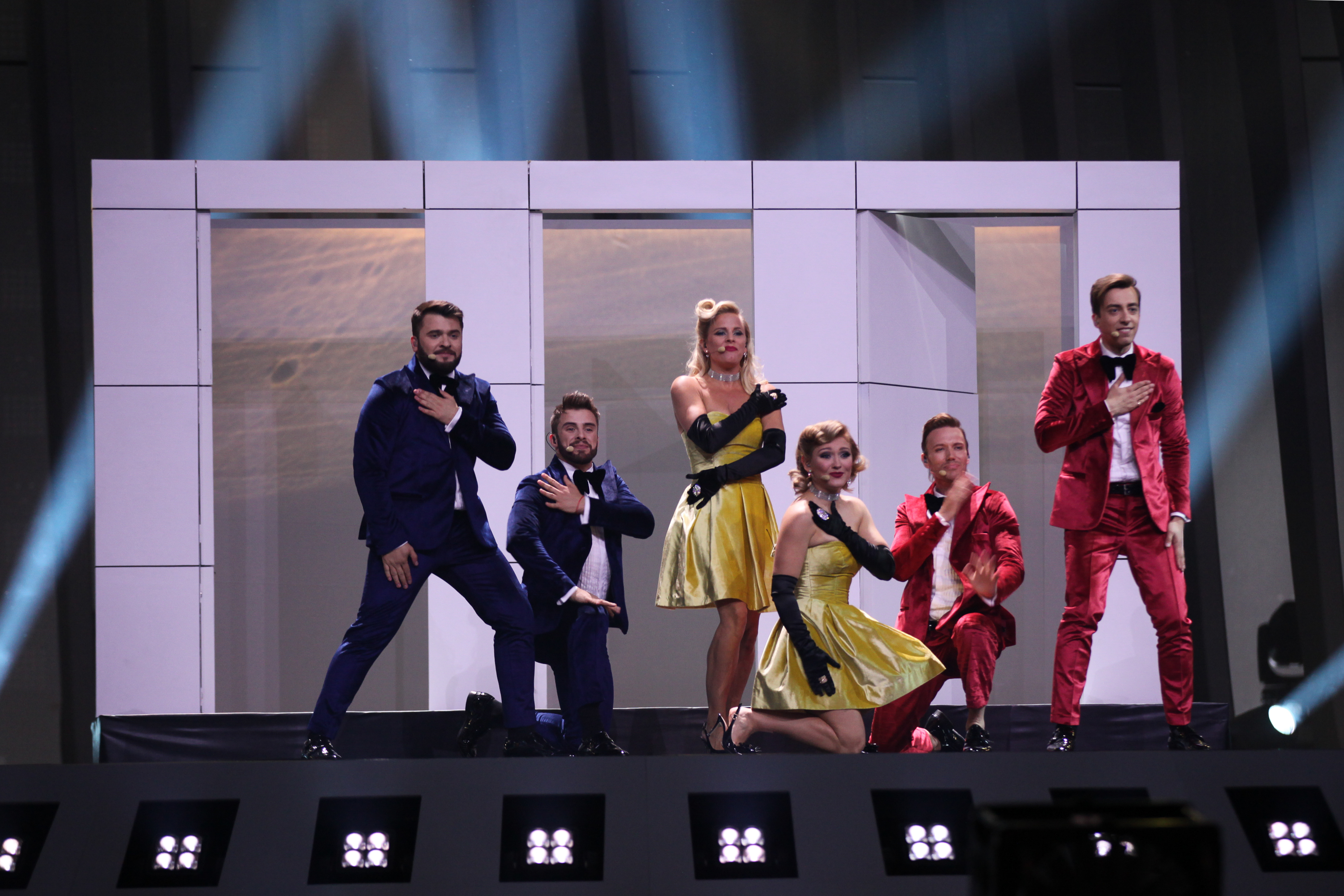
DoReDos в Лиссабоне (2018)
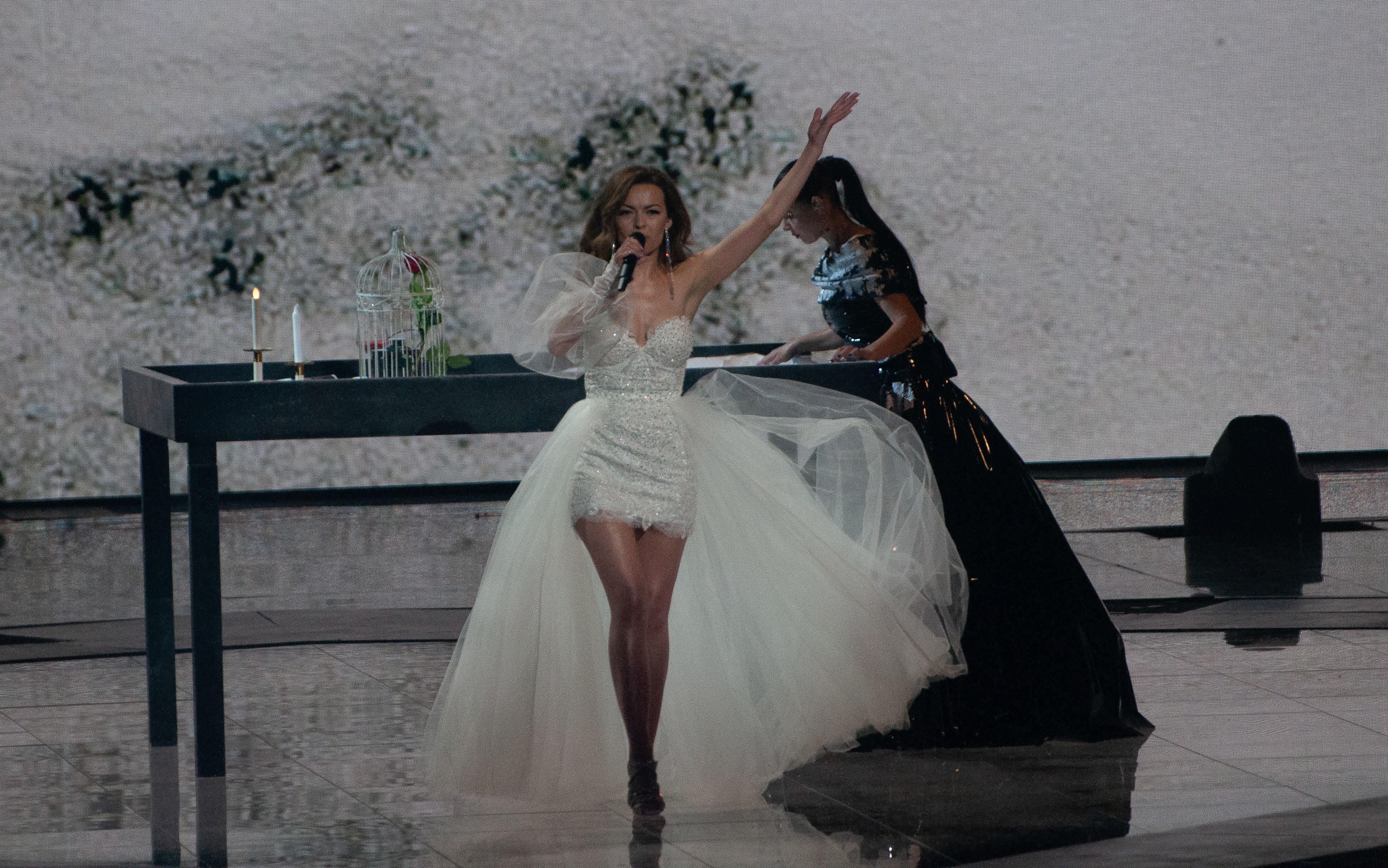
Анна Одобеску в Тель-Авиве (2019)

## Критика о нецелесообразности участия в конкурсе
На момент участия в конкурсе Молдова не имеет спортивно-концертной площадки, которая соответствовала бы требованию конкурса. В столице отсутствует дворец спорта, что делает заведомо невозможным проведение конкурса, если Молдова выиграет его. Однако есть возможность построить комплекс специально для конкурса, как это сделали в Баку в 2012 году.